# Lovely But Deadly
Pour plus de détails, voir Fiche technique et Distribution.
Lovely But Deadly est un film américain de 1981 sur une pom-pom girl en lutte contre des trafiquants de drogue, avec comme acteurs principaux Lucinda Dooling, John Randolph, Mel Novak et Richard Herd.
Réalisé par David Sheldon, basé sur une histoire de Lawrence D. Foldes, le film raconte le retour au lycée de Mary Ann "Lovely" Lovitt (Dooling), afin de retrouver les trafiquants de drogue qu'elle tient responsables de la mort de son frère, décédé d'une overdose,.
Le film est ponctué de plusieurs scènes de kung-fu.
Le film a ensuite été diffusé en VHS par Vestron Video .

## accueil
Daniel R. Budnik, dans son livre 80s Action Movies on the Cheap, qualifie le film de "plaisant" mais "schizophrène", déclarant que "le style du film est tellement changeant qu'il pourrait avoir été fait par dix réalisateurs différents". Shock Cinema a appelé cela une «amusante aventure décérébrée».

## Distribution principale
- Lucinda Dooling : Mary Ann Lovitt
- John Randolph : Franklin van Dyke
- Mel Novak : Warren Lang
- Susan Mechsner : Suzie
- Richard Herd : "Honest Charley" Gilmarten